# Walter Tanck
Walter Tanck, laut Geburtseintrag Walther Heinrich Tanck (* 31. Januar 1894 in Hamburg-Eilbek; † 10. Oktober 1954 in Hamburg-Blankenese), war ein deutscher Maler, Radierer und Holzschneider.

## Leben
Walter Tanck wurde als Sohn des Kaufmanns Robert Tanck und dessen Ehefrau Dorothea Elisabeth Friederike, geborene Janssen, in deren Wohnung in der Straße Blumenau 74 geboren. Er studierte von 1911 bis 1912 bei dem Hamburger Maler Franz Nölken. Er wirkte in Hamburg und Umgebung. 1920 war er auf der Internationalen Kunstausstellung in Genf vertreten.
In der Zeit des Nationalsozialismus war Tanck Mitglied der Reichskammer der bildenden Künste. Für diese Zeit ist seine Teilnahme an sieben großen Ausstellungen sicher belegt.
1937 wurden in der Nazi-Aktion „Entartete Kunst“ aus der Kunstsammlung Düsseldorf seine Grafikmappe Don Quijotte (15 Radierungen und eine Lithografie als Titelblatt; Galerie Flechtheim, Düsseldorf) und aus der Kunsthalle Hamburg das Tafelbild Weiblicher Akt (Öl, 81 × 68 cm, 1920) beschlagnahmt und zerstört.
Tanck beteiligte sich 1953 mit dem Tafelbild Spätsommernachmittag (Öl, 50 × 70 cm) an der Dritten Deutschen Kunstausstellung in Dresden.
 Der Bildindex der Kunst & Architektur nennt auch Tancks Aquarell Lindenallee, das jedoch lt. Katalog nicht ausgestellt wurde.